# Rossinière
Rossinière (antiguamente en alemán Russeneiri) es una comuna suiza del cantón de Vaud, situada en el distrito de Riviera-Pays-d'Enhaut. Limita al oeste y al norte con la comuna de Haut-Intyamon (FR), al este y sur con Château-d'Œx, al suroeste con Villeneuve y Veytaux.
La comuna hizo parte hasta el 31 de diciembre de 2007 del distrito de Pays d'Enhaut, círculo de Rougemont. 
Forman parte de la comuna las localidades de: La Chaudanne, La Frasse, La Tine, Village-Devant y Village-Derrière.

## Transporte
- línea ferroviaria Montreux-Oberland bernés (MOB)
- Autopista A6 Berna-Interlaken, Salida Wimmis - Zweisimmen - Château-d'Œx.
- Autopista A9 Lausana-Brig, Salida Aigle - Col des Mosses - Château-d'Œx.
- Autopista A12 Vevey-Berna, Salida Bulle - Château-d'Œx.